# Backslide
«Backslide» es una canción del grupo estadounidense Twenty One Pilots, publicada el 25 de abril de 2024 mediante el sello Fueled by Ramen como el tercer sencillo del álbum Clancy. La canción fue escrita por Tyler Joseph y producida por él y Paul Meany.

## Composición
"Backslide" es una canción de hip hop, emo pop y rap rock de tiempo medio que habla líricamente de la lucha de Joseph por romper viejos hábitos, además de hacer referencia al trabajo de su álbum anterior Scaled and Icy (2021).

## Video musical
El vídeo musical de "Backslide" se subió a YouTube el día de su lanzamiento. Está dirigida por Josh Dun, el baterista del dúo, en su debut como director. El video muestra a Tyler Joseph comprando panecillos para hamburguesas en una tienda de conveniencia antes de rapear y cantar mientras anda en bicicleta por una calle suburbana. Se detiene a medio camino para comprar una taza de limonada en un puesto, usando uno de los panecillos como moneda. Mientras conduce, los bollos se dañan y ensucian cada vez más por las tormentas de lluvia antes de llegar al frente de la casa de Dun, y se da cuenta de que ahora necesita regresar a la tienda una vez más, y aludiendo a un ciclo continuo. Hasta el 22 de mayo de 2024, el vídeo ha obtenido más de 4,9 millones de visitas.